# كيك بوكسينغ للسيدات
شاركت النساء في رياضة الكيك بوكسينغ منذ ستينيات القرن العشرين في تايلاند. ولكن كانت هناك اعتقاد خاطئ وتحيزات تمنع النساء في كثير من الأحيان من المشاركة في البطولات الكبرى في تايلاند
تُعد منظمة ملائكة الملاكمة التايلاندية العالمية واحدة من أوائل المنظمات التي خصصت مكاناً لمشاركة النساء، وقد فازت شومانى سور تايهيران بالبطولة الأولى.
تحظى رياضة الكيك بوكسينغ النسائية في أستراليا بمتابعة صغيرة ولكنها مخلصة. في سبعينيات القرن العشرين، بدأت النساء في الولايات المتحدة ممارسة رياضة الكيك بوكسينج بعد منعهن من المشاركة في الملاكمة النسائية في المملكة المتحدة، تحظى رياضة الكيك بوكسينج بمتابعة متزايدة وفقًا لمجلس الموياي تاي العالمي.
في مايو 2016، أعلنت منظمة الكيك بوكسينج جلوري عن إنشاء قسم نسائي حول تيفاني فان سويست.
في عام 2021، سمح ملعب لومبيني للملاكمة أخيرًا للنساء بالتنافس في رياضة الموياي تاي.